# Gordian N. Hasselblatt
Gordian N. Hasselblatt (* 3. September 1961) ist ein deutscher Rechtsanwalt.

## Leben
Gordian N. Hasselblatt studierte an den Universitäten Bonn und Hamburg sowie an der University of the Pacific in der dortigen McGeorge School of Law in Sacramento. Hier erwarb er 1995 seinen Master of Laws. Er promovierte 1997 an der Europa-Universität Viadrina in Frankfurt (Oder) zu dem Thema Die Grenzziehung zwischen verantwortlicher Fremd- und eigenverantwortlicher Selbstgefährdung im Deliktsrecht.
Seit 1997 ist er Partner im Kölner Büro der Rechtsanwaltskanzlei CMS Hasche Sigle. Er ist spezialisiert auf das Recht des geistigen Eigentums.

## Berufliche Tätigkeit
Arbeitsschwerpunkte des Rechtsanwalts sind das Markenrecht, Wettbewerbsrecht sowie das Geschmacksmusterrecht. Daneben betreut er auch Mandate im Kennzeichnungsrecht und Urheberrecht.
Hasselblatt ist außerdem Mitglied des Fachausschusses für Marken- und Wettbewerbsrecht der Deutschen Vereinigung für gewerblichen Rechtsschutz und Urheberrecht (GRUR), Regional Director Europe der World Law Group, Mitglied des Geschäftsführenden Ausschusses der Arbeitsgemeinschaft Geistiges Eigentum (AGEM) im Deutschen Anwaltsverein (DAV), Mitglied in der International Trademark Association (INTA), der European Communities Trademark Association (ECTA), der internationalen Vereinigung für Gewerblichen Rechtsschutz und Urheberrecht (AIPPI) und der Deutsch-Amerikanischen Juristenvereinigung.
Er ist Adjunct Professor für Gewerblichen Rechtsschutz an der McGeorge School of Law der University of the Pacific sowie Professor für Internationales Markenrecht am Chicago-Kent College of Law. Zudem war er Dozent für Wettbewerbsrecht an der Westdeutschen Akademie für Kommunikation (1992–2012).
Weiterhin ist Hasselblatt regelmäßig eingeladener Redner auf internationalen Konferenzen zu verschiedenen IP-Themen.

## Publikationen
Gordian N. Hasselblatt ist Herausgeber und Co-Autor des Münchener Anwaltshandbuch Gewerblicher Rechtsschutz. Er ist Co-Autor des Handbuch des Wettbewerbsrechts und Co-Autor des UWG Handkommentar von Götting/Nordemann. Außerdem ist er Herausgeber der englischsprachigen Kommentare Article-by-article commentary – European Trade Mark Regulation und Article-by-article commentary – Community Design Regulation.